# Poniky
Poniky (deutsch Ponik, ungarisch Pónik – bis 1888 Pojnik) ist eine Gemeinde in der Mitte der Slowakei mit 1554 Einwohnern (Stand 31. Dezember 2024) und gehört zum Okres Banská Bystrica, einem Kreis des Banskobystrický kraj.

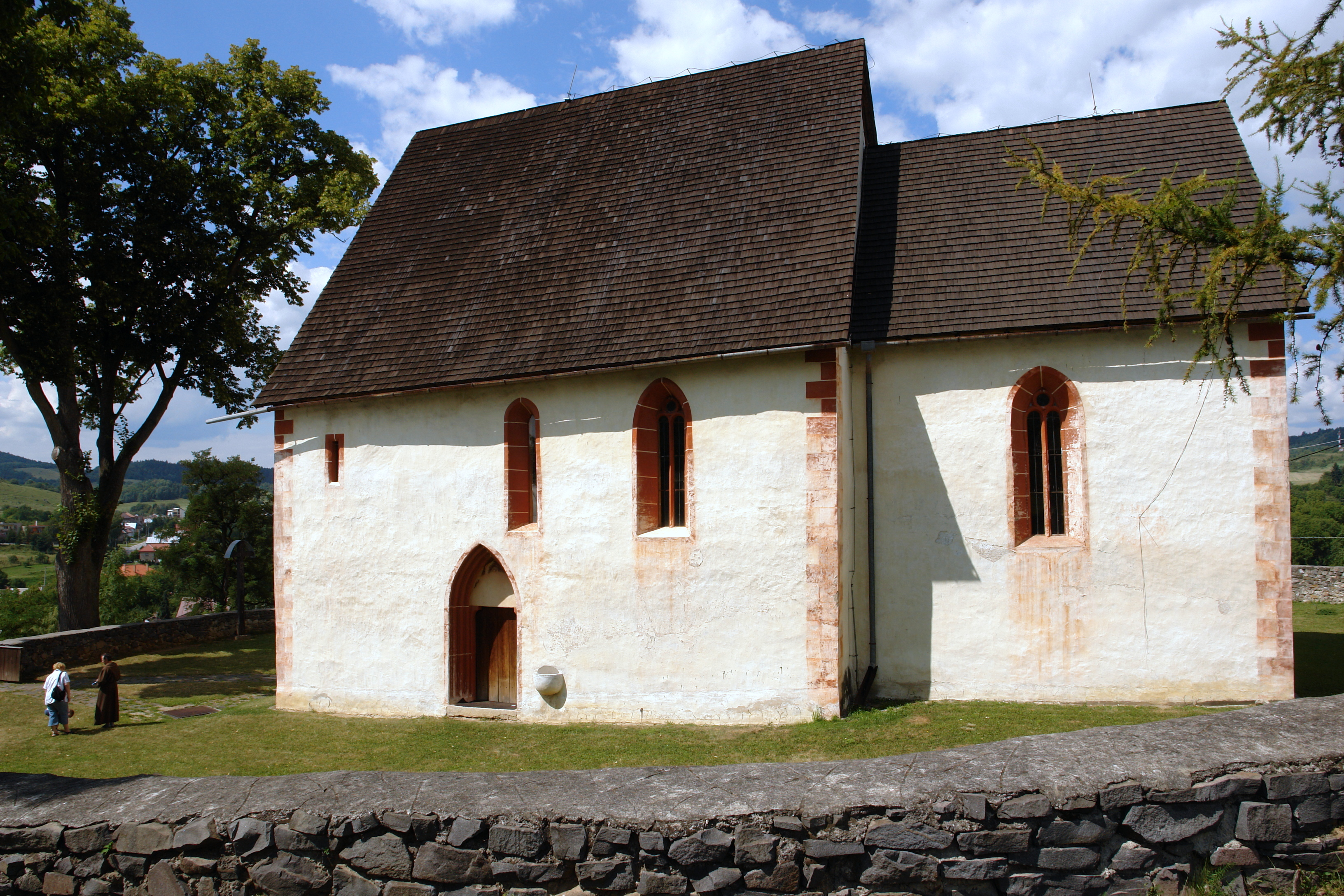
Kirche St Franziskus von Assisi

## Geographie
Die Gemeinde befindet sich im Ostteil der Berglands Zvolenská vrchovina und am Fuße des Gebirges Poľana. Durch den Ort fließen die Bäche Malá Zolná, Veľká Zolná und Ponický potok, die zum Einzugsgebiet des Hron gehören. Das Ortszentrum liegt auf einer Höhe von 502 m n.m. und ist 14 Kilometer von Banská Bystrica gelegen.
Zur Gemeinde gehören neben dem Hauptort auch Orte Ponická Lehota (1888 eingemeindet) und Ponická Huta (1943 eingemeindet).

## Geschichte
Poniky wurde zum ersten Mal 1282 als Ponyk schriftlich erwähnt und der erste bekannte Besitzer war ein gewisser Meister Filip. 1400 wurde der Ort zum Städtchen, nachdem im 14. Jahrhundert Eisenerz-, Kupfer- und Goldvorkommen entdeckt worden waren. Der Bergbau dauerte dann bis 1571. In den Jahren 1424 bis 1848 gehörte Poniky zum Herrschaftsgut der Burg Liptsch. Der relative Wohlstand endete im 17. Jahrhundert mit türkischen Angriffen und ungarischen Standesaufständen; der schwerste Angriff ereignete sich 1678, als die Türken den Ort heimgesucht und vollständig niedergebrannt hatten und zugleich viele Einwohner versklavten. Nach der Wiedererrichtung des Ortes waren die Einwohner als Forstwirte, Schindelhersteller sowie Fuhrleute beschäftigt. Trotz den schweren Schaden und erheblichen Veränderungen blieb dem Ort bis zur Abschaffung der Leibeigenschaft im Jahr 1848 der Status eines Städtchens.

## Bevölkerung
| Jahr                | 1994 | 2004    | 2014    | 2024    |
| ------------------- | ---- | ------- | ------- | ------- |
| Anzahl der Personen | 1538 | 1567    | 1564    | 1554    |
| Unterschied         |      | +1,88 % | −0,19 % | −0,63 % |

| Jahr                | 2023 | 2024    |
| ------------------- | ---- | ------- |
| Anzahl der Personen | 1540 | 1554    |
| Unterschied         |      | +0,90 % |

Ergebnisse nach der Volkszählung 2001 (1551 Einwohner):
| Nach Ethnie: - 97,36 % Slowaken - 0,64 % Zigeuner - 0,39 % Tschechen - 0,32 % Russinen | Nach Konfession: - 55,13 % evangelisch - 32,37 % römisch-katholisch - 8,96 % konfessionslos - 2,32 % keine Angabe - 0,90 % griechisch-katholisch |

## Sehenswürdigkeiten
- römisch-katholische Kirche im gotischen Stil von 1310 mit mittelalterlichen Fresken
- evangelische Kirche von 1784, mit dem erst 1868 erbauten Turn